# Robert Hochbaum

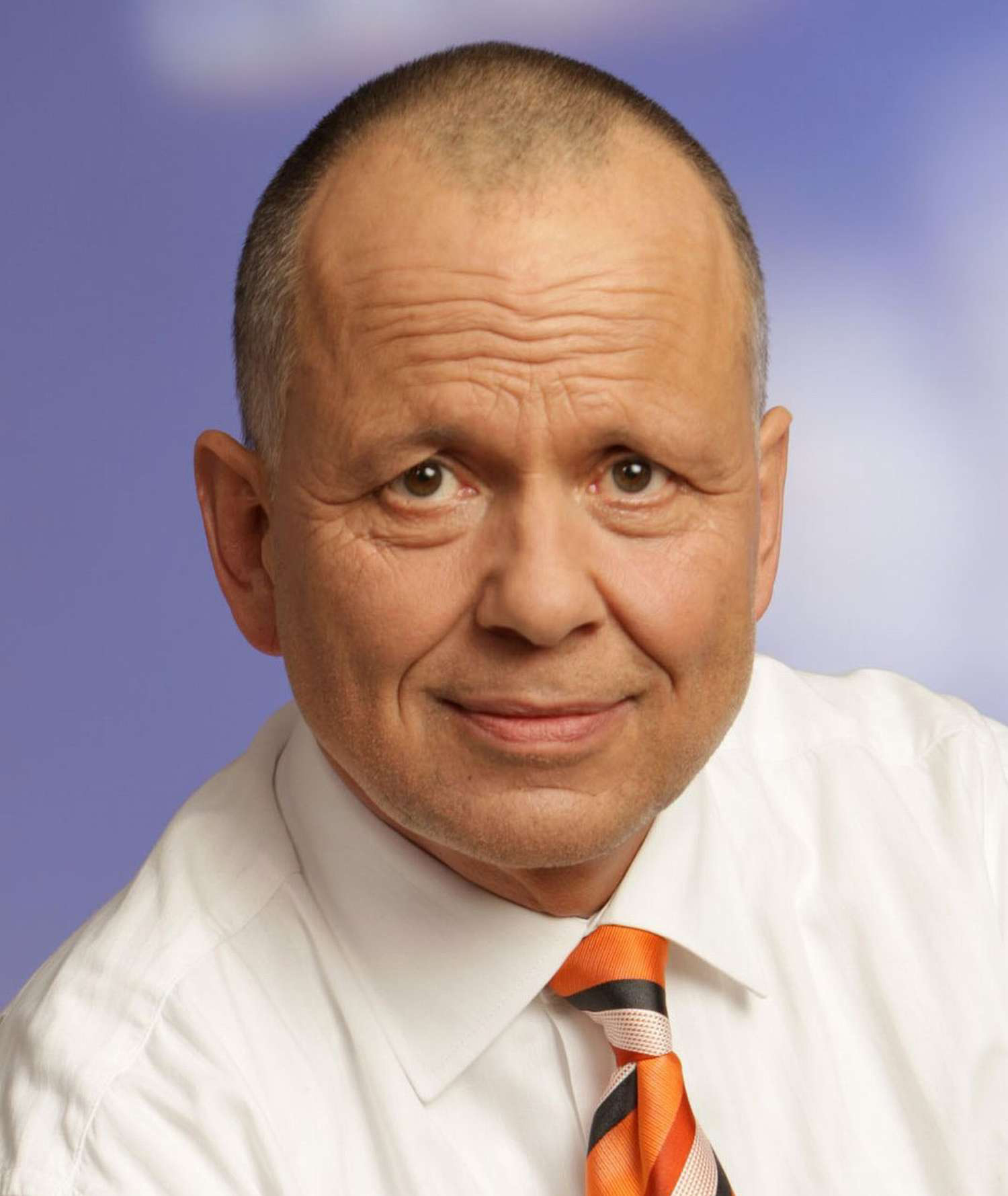
Robert Hochbaum

Robert Hochbaum (* 5. Juni 1954 in Pforzheim) ist ein deutscher Politiker (CDU). Hochbaum war von 2002 bis 2017 direkt gewählter Abgeordneter für den Bundestagswahlkreis Vogtlandkreis.

## Leben und Beruf
Hochbaum absolvierte eine Ausbildung zum Bürokaufmann. Er war von 1971 bis 1983 Soldat auf Zeit bei der Feldjägertruppe der Bundeswehr und anschließend Reserveoffizier (Hauptmann d.R.). Er erwarb auf dem Zweiten Bildungsweg zunächst die Fachschul- und später auch die Fachhochschulreife. Ein Studium an einer Fachhochschule für öffentliche Verwaltung beendete er als Diplom-Verwaltungswirt. Hochbaum war seit 1982 bei der Bundesanstalt für Arbeit tätig und leitete zuletzt ab 1991 die Geschäftsstelle des Arbeitsamtes Auerbach/Vogtl.
Hochbaum ist evangelisch und in zweiter Ehe verheiratet. Er hat aus erster Ehe drei Kinder.

## Politik
Hochbaum trat 1983 in die CDU ein und wurde 1985 auch Mitglied der Christlich-Demokratischen Arbeitnehmerschaft (CDA).
Von 2002 bis 2017 war er Mitglied des Deutschen Bundestages.
Robert Hochbaum zog stets als direkt gewählter Abgeordneter des Wahlkreises Vogtland – Plauen in den Bundestag ein. Bei der Bundestagswahl 2013 erreichte er hier 48,3 % der Erststimmen. Er war Ordentliches Mitglied im Verteidigungsausschuss, des Gemeinsamen Ausschuss und Vorsitzender des Unterausschusses „Abrüstung, Rüstungskontrolle und Nichtverbreitung“.
Für die Bundestagswahl 2025 war er erneut Direktkandidat der CDU für den Wahlkreis 166 – Vogtlandkreis. Er erhielt bei der Aufstellungsversammlung 67,8 % der Stimmen. Er war damit Vorgänger und Nachfolger der CDU-Bundestagsvizepräsidentin Yvonne Magwas als Direktkandidat im Wahlkreis, unterlag allerdings dem Kandidaten der AfD.